# آرلاروو
آرلاروو (انگلیسی: Arlarovo) یک شهرک در شهرستان ایشیمبایسکی استان باشقیرستان کشور روسیه است.